# Налут
Налут (араб. نالوت‎) — столица муниципалитета Налут, Ливия. Население — 26 256 чел. (на 2010 год).

## История
Когда-то на месте города располагалось укреплённая берберская деревня — ксар.

## Галерея

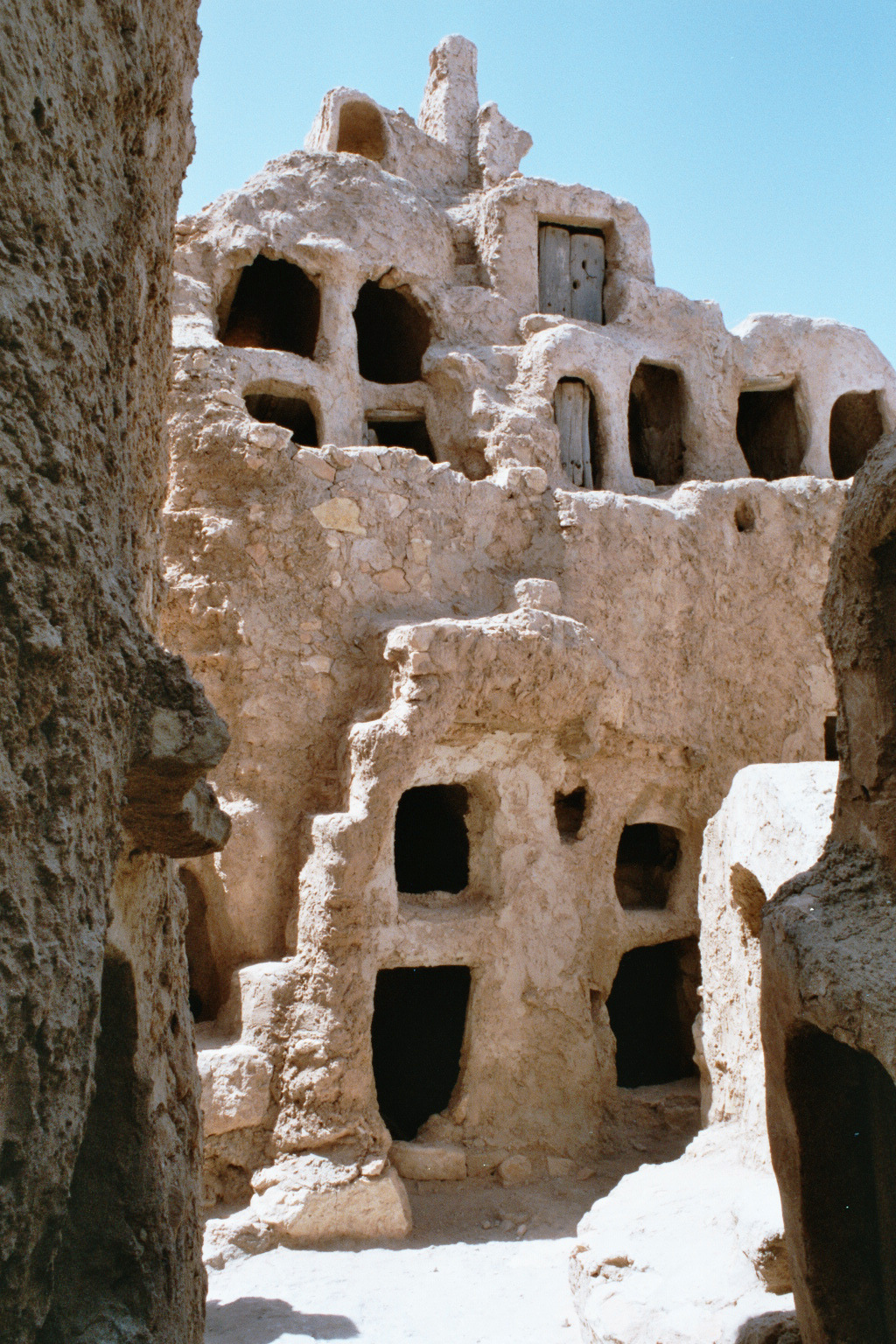
Строение в Налуте.
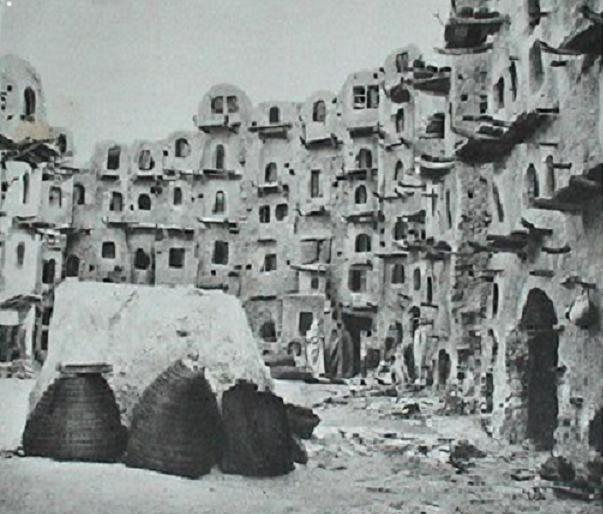
Ксар Налут.
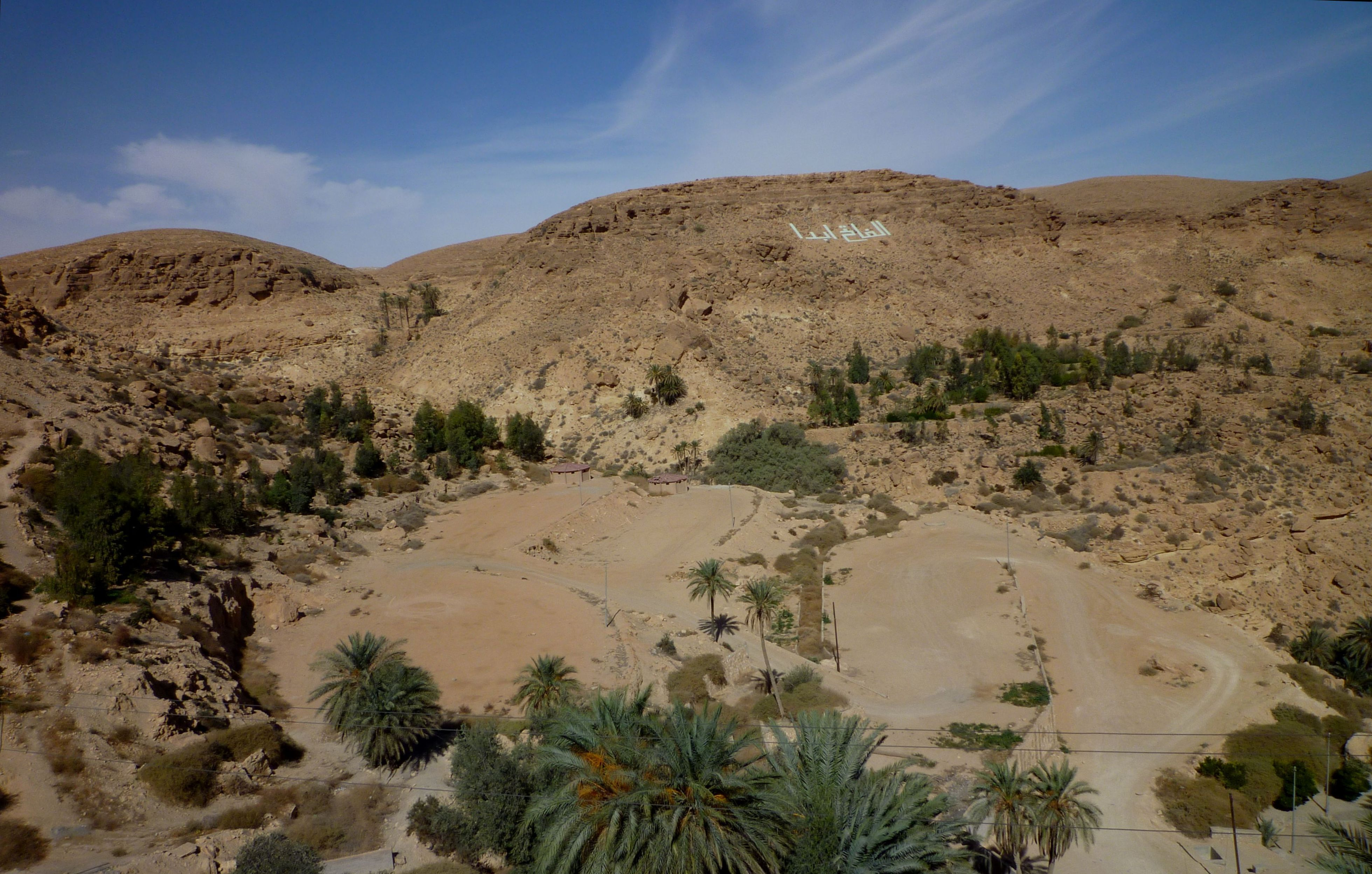
Пейзаж возле города.